# Clermont Foot 63
Il Clermont Foot 63 (conosciuta precedentemente come Clermont Foot Auvergne 63) è una società calcistica francese con sede nella città di Clermont-Ferrand. Milita in Ligue 2, la seconda divisione del campionato francese. Il club è stato fondato nel 1911, ma recentemente, dopo il dissesto finanziario, viene rifondato nella sua forma attuale nel 1990.

## Storia
Il club è stato fondato nel 1911 con la denominazione di Stade Clermontois. Nonostante il poco successo nei primi giorni di campionato, hanno raggiunto le semifinali della Coppa di Francia durante la stagione 1945-46, trofeo vinto poi dal Lilla. Durante la stagione 1946-1947 abbandonano il campionato causa difficoltà finanziarie. Il club torna e diventa professionista di nuovo nel 1966. Nel 1984 si fondono con gli Stade Clermontois-AS e il Montferrand, per formare il Clermont-Ferrand Football Club (CFC). Ripartono dalla terza divisione.
Con il cambio denominazione in Clermont Foot Auvergne, ripartono dalla Division Honneur. Del 1993, dopo 13 anni e varie promozioni, passano dalla Divisione Honneur alla Ligue 2. Nel corso di questi 13 anni di successi, il club ha avuto numerosi successi in Coppa di Francia.
La promozione più recente del club è stato nel 2007, viene promosso dal Championnat National di nuovo alla Ligue 2 dopo esser stati retrocessi nella stagione 2005-2006.

Nel 2014, divenne la prima squadra nel campionato professionistico a nominare un'allenatrice per la propria panchina, infatti dapprima Helena Costa assume l'incarico che terrà dal 7 maggio al 24 giugno.
Dopo le dimissioni di Helena Costa, prende il suo posto Corinne Diacre, la prima donna che realmente allenerà la squadra maschile francese.
Il 15 maggio 2021 il club conquista la sua prima storica promozione in Ligue 1.
L'8 agosto seguente, all'esordio assoluto in campionato, vince per 0-2 sul Bordeaux con i gol di Mohamed Bayo e Jodel Dossou.
Il 14 maggio 2022 pur perdendo 1-0 con l'RC Strasburgo, riesce a ottenere la salvezza e restare in massima serie.

## Strutture

### Stadio
Il Clermont Foot gioca le sue partite casalinghe allo Stade Gabriel Montpied, che ha una capienza di 11.980 posti a sedere.

## Società

### Denominazioni
- 1942-1984 Clermont Foot Club
- 1984-1990 Clermont Football Club
- 1990-2003 Clermont Foot Auvergne 63
- 2003-attuale Clermont Foot 63

## Allenatori e presidenti
Di seguito l'elenco di allenatori e presidenti del Clermont dall'anno di fondazione a oggi.
| Allenatori - 1990-92 Jacques Glyczinski - 1992-96 Alain Ollier - 1996-98 Thierry Coutard - 1998-00 René Le Lamer - 2000-01 Albert Rust - 2001-04 Hubert Velud - 2004-05 Olivier Chavanon - 2005-06 Marc Collat - 2006-09 Didier Ollé-Nicolle - 2009-12 Michel Der Zakarian - 2012-14 Régis Brouard - 2014 Helena Costa dimessasi mesi dopo Corinne Diacre (2014-2017) - 2017- Pascal Gastien | Presidenti - 1990-1992 Yves Quinty - 1992-2005 Alain Dalan - 2005-2019 Claude Michy - 2019- Ahmet Schaefer |

## Palmarès

### Competizioni nazionali
- Championnat National: 2

2001-2002, 2006-2007
- Championnat de France amateur 2: 1

1993-1994
- Championnat de France amateur: 1

1998-1999

### Competizioni regionali
- Ligue d'Auvergne de football : 2

1970-1971, 1992-1993

### Altri piazzamenti
- Campionato francese di seconda divisione:

Secondo posto: 2020-2021
- Coppa di Francia:

Semifinalista: 1945-1946

## Organico

### Rosa 2024-2025
Aggiornata al 23 ottobre 2024.
| N. |                           | Ruolo | Calciatore               |
| -- | ------------------------- | ----- | ------------------------ |
| 1  | Senegal (bandiera)        | P     | Massamba N'Diaye         |
| 6  | Mali (bandiera)           | D     | Habib Keïta              |
| 7  | Francia (bandiera)        | C     | Yohann Magnin            |
| 10 | Senegal (bandiera)        | C     | Henri Saivet             |
| 11 | Algeria (bandiera)        | A     | Maïdine Douane           |
| 12 | Francia (bandiera)        | D     | Damien Da Silva          |
| 15 | Mali (bandiera)           | D     | Cheick Konaté            |
| 16 | Francia (bandiera)        | P     | Théo Borne               |
| 17 | Senegal (bandiera)        | C     | Ousmane Diop             |
| 18 | Senegal (bandiera)        | A     | Famara Diedhiou          |
| 19 | Francia (bandiera)        | A     | Mohamed-Amine Bouchenna  |
| 20 | RD del Congo (bandiera)   | D     | Josué Mwimba Isala       |
| 22 | Francia (bandiera)        | C     | Yoël Armougom            |
| 25 | Francia (bandiera)        | C     | Johan Gastien (capitano) |
| 26 | Rep. del Congo (bandiera) | A     | Mons Bassouamina         |

| N. |                           | Ruolo | Calciatore     |
| -- | ------------------------- | ----- | -------------- |
| 27 | Francia (bandiera)        | A     | Marks Inchaud  |
| 28 | Costa d'Avorio (bandiera) | D     | Ivan M'Bahia   |
| 29 | Francia (bandiera)        | C     | Ilhan Fakili   |
| 30 | Francia (bandiera)        | P     | Théo Guivarch  |
| 31 | Senegal (bandiera)        | D     | Baïla Diallo   |
| 32 | Algeria (bandiera)        | A     | Amine Saïd     |
| 40 | Guinea-Bissau (bandiera)  | P     | Ouparine Djoco |
| 44 | Francia (bandiera)        | C     | Allan Ackra    |
| 49 | Australia (bandiera)      | A     | Musa Toure     |
| 57 | Costa d'Avorio (bandiera) | A     | Fred Gnalega   |
| 70 | Mali (bandiera)           | A     | Yadaly Diaby   |
| 77 | Algeria (bandiera)        | A     | Mehdi Baaloudj |
| 92 | Marocco (bandiera)        | D     | Aïman Maurer   |
| 97 | Francia (bandiera)        | D     | Jérémy Jacquet |
| 99 | Francia (bandiera)        | P     | Mory Diaw      |